# Powstanie w Kairze (1798)
Powstanie w Kairze (fr. Révolte du Caire) – zbrojne wystąpienie mieszkańców stolicy Egiptu w październiku 1798 przeciwko wojskom francuskim podczas kampanii egipskiej (1798–1801).

## Geneza powstania
Po wygranej bitwie pod piramidami w lipcu 1798 Bonaparte wkroczył do Egiptu. Chciał za wszelką cenę ukazać się mieszkańcom jak brat w wierze, pogromca mameluków i wyzwoliciel. Niestety, Egipcjanie czuli się uciskani, a Francuzów traktowali jak okupantów. Religijni przywódcy nawoływali wszystkich wierzących w Allaha do walki.

## Powstanie
Ponad 80 tysięcy uzbrojonych mieszkańców Kairu 21 października wystąpiło przeciwko Napoleonowi. Małe grupki francuskich żołnierzy były szybko likwidowane, między innymi zginął komendant miasta, generał Dupuy. 22 października wracając ze zwiadu adiutant Napoleona pułkownik Józef Sułkowski został zabity przez powstańców. Bonaparte postanowił ostrzelać z cytadeli Meczet Al-Azhar, który był główną siedzibą powstańców, po czym wkroczył do niego na koniu, co dla wyznawców islamu jest nie do pomyślenia. Dziury po kulach armatnich, widać do dziś.
W końcu powstańcy ulegli pod przeważającymi siłami wroga i poddali się tego samego dnia. Napoleon zaprosił do siebie starszyznę Kairu i osobiście ich przeprosił. Przez następne dni schwytani rebelianci byli mordowani, a ich ciała wrzucano do Nilu.

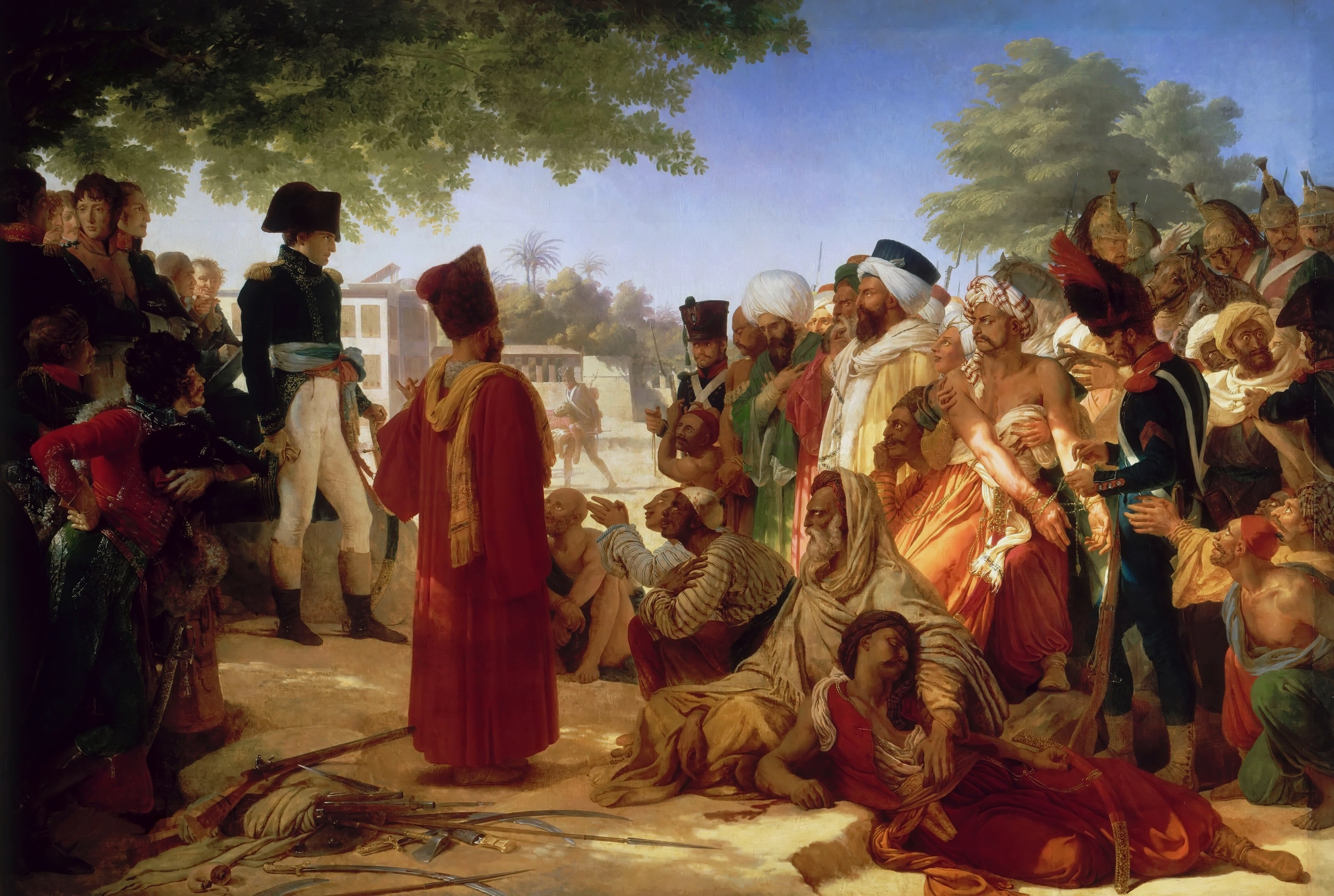
Obraz przedstawiający rozmowę Napoleona ze starszymi Kairu. Autor Pierre-Narcisse Guérin